# Центральна автобусна станція Тель-Авіва
32°03′21″ пн. ш. 34°46′49″ сх. д. / 32.0558° пн. ш. 34.7802° сх. д.
Центральна автобусна станція Тель-Авіва (івр. ‏התחנה המרכזית החדשה‏‎‎) — головний автовокзал в Тель-Авіві. Розташований на півдні міста, на вулиці Левінські, 108, відкритий 18 серпня 1993 року. Займає площу 230 тис. кв. м.
Відомий також як Новий автовокзал, оскільки довгий час існував Старий центральний автовокзал. Крім Нового автовокзалу, є інші термінали, що обслуговують менший потік автотранспорту.
До автовокзалу примикає досить складна система мостів, доріг і розв'язок, покликана забезпечити вільний рух транспорту з різних майданчиків станції.
Недалеко від автостанції розташована залізнична станція HaHagana (івр. תחנת הרכבת ההגנה).

## Історія
Будівництво почалося 14 грудня 1967 року. У 1976-83 рр. була перерва в будівництві, яке було відновлено в 1983 році за участю підрядника Мордехая Йони і архітектора Яель Ротшильд. Станція вступила в дію 18 серпня 1993. На церемонії відкриття були присутні тодішні прем'єр-міністр Іцхак Рабін і мер Тель-Авіва Шломо Лахат.
Станція була побудована як шестиповерхова, і планувалося, що автобуси будуть прибувати на все 6 поверхів. Насправді, тільки 4 з 6 поверхів використовувалися як автобусні термінали. У 2002 році маршрути з двох нижніх поверхів були перенаправлені на доданий 7-й поверх, що знищило всі залишилися бізнеси на цих поверхах і пошкодило бізнесам на третьому.
У січні 2012 власники станції оголосили про її банкрутство.

## Галерея

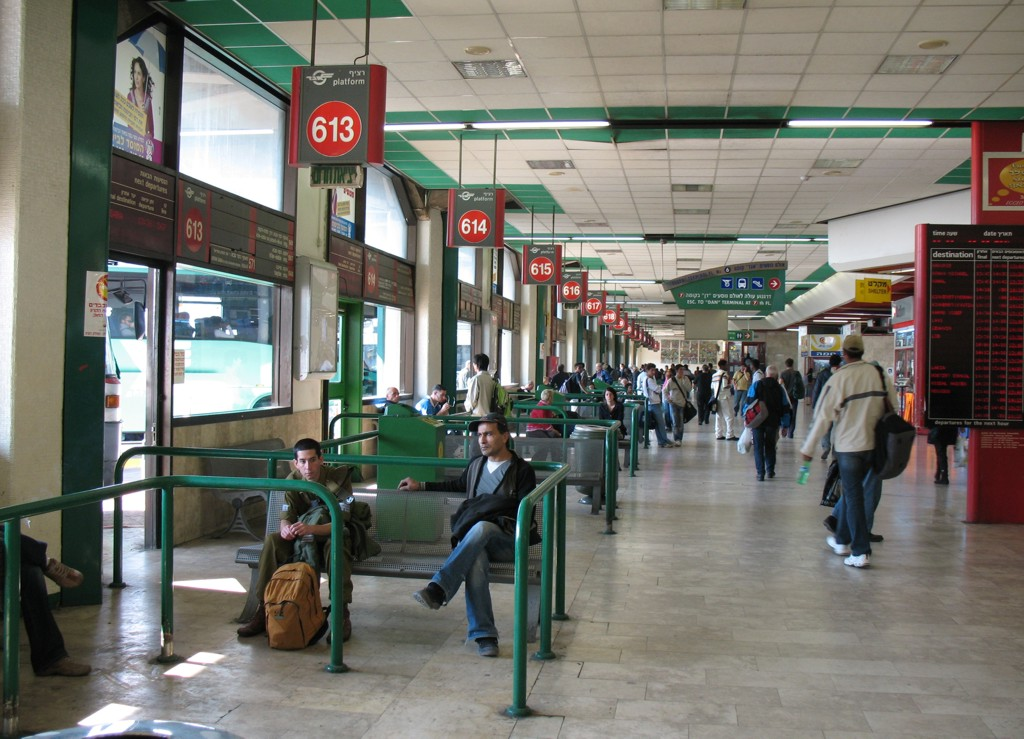
Посадочні платформи на 6 поверсі
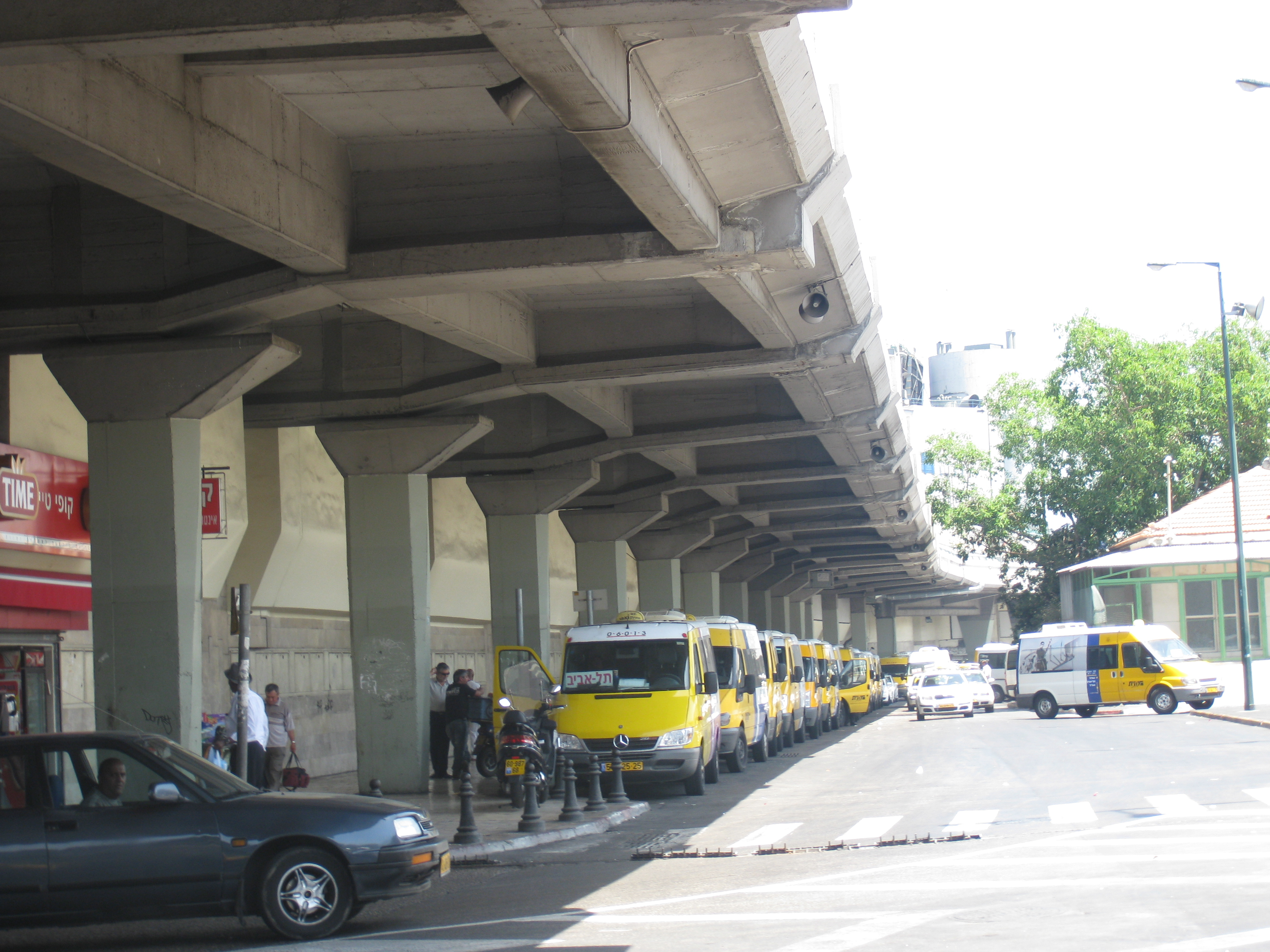
Стоянка маршрутних таксі зовні від станції
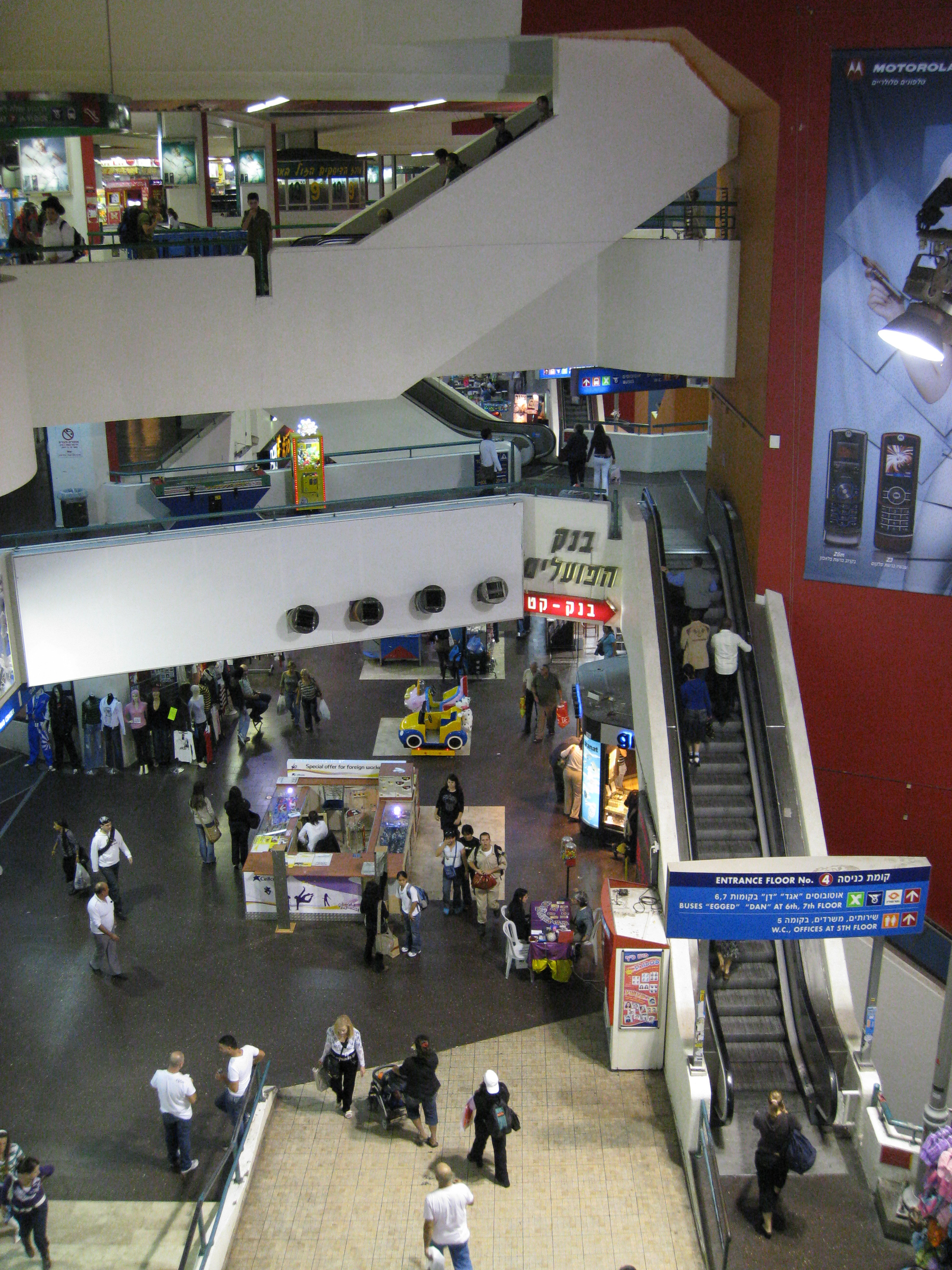
Центральний зал, сходи між поверхами
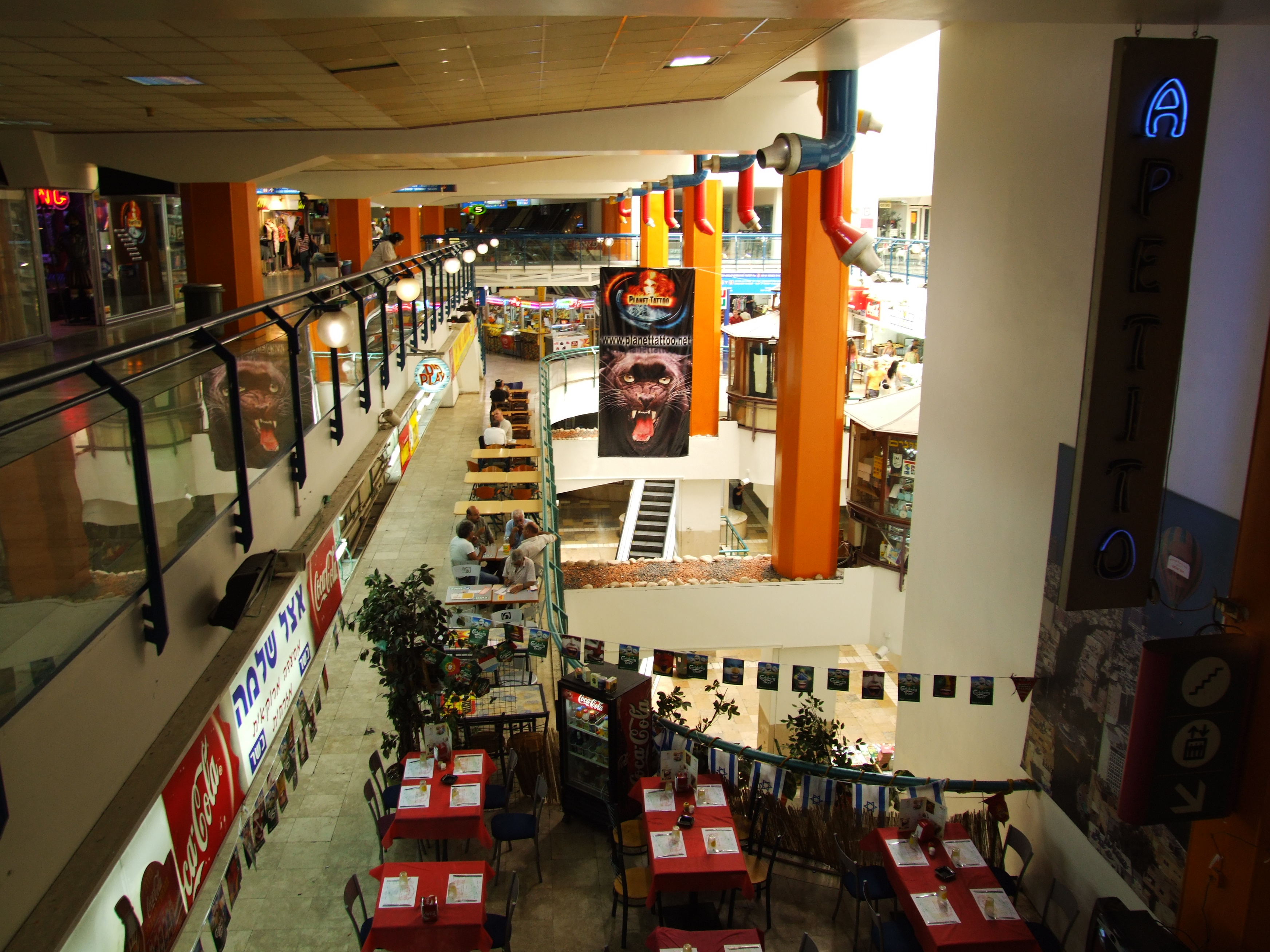
Вид з п'ятого поверху на нижні поверхи